# Rallye Monte Carlo 1975

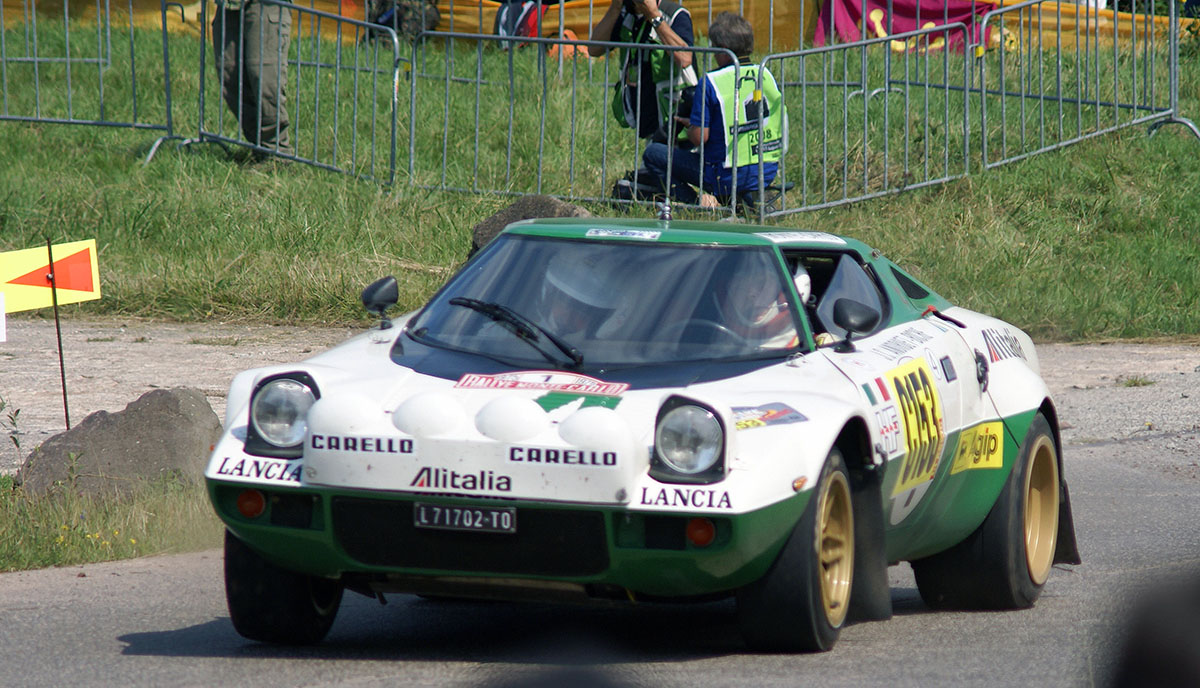
Ein Lancia Stratos HF, das Siegerauto bei der Rallye Monte Carlo 1975.

Die 43. Rallye Monte Carlo war der 1. Lauf zur Rallye-Weltmeisterschaft 1975. Sie dauerte vom 15. bis zum 23. Januar 1975 und es wurden insgesamt 22 Wertungsprüfungen (WP) gefahren.

## Klassifikationen

### Endergebnis
| Rang | Fahrer             | Co-Pilot             | Auto                     | Zeit (Std./Min./Sek.) | Rückstand Sieger(Std./Min./Sek.) Rückstand V (Min./Sek.) |
| ---- | ------------------ | -------------------- | ------------------------ | --------------------- | -------------------------------------------------------- |
| 1    | Sandro Munari      | Mario Mannucci       | Lancia Stratos HF        | 6:25:59               | 0:00:0 00:0                                              |
| 2    | Hannu Mikkola      | Jean Todt            | Fiat Abarth 124 Rallye   | 6:29:05               | 0:03:06 03:06                                            |
| 3    | Markku Alén        | Ilkka Kivimäki       | Fiat Abarth 124 Rallye   | 6:29:46               | 0:03:47 00:41                                            |
| 4    | Fulvio Bacchelli   | Bruno Scabini        | Fiat Abarth 124 Rallye   | 6:47:02               | 0:21:03 17:16                                            |
| 5    | Jean-François Piot | Jean De Alexandris   | Renault 17 Gordini       | 6:51:15               | 0:25:16 04:13                                            |
| 6    | Jacques Henry      | Maurice Gelin        | Alpine-Renault A110 1800 | 6:52:12               | 0:26:13 00:57                                            |
| 7    | Jean-Pierre Rouget | Patrice Chonez       | Porsche 911              | 7:25:00               | 0:59:01 32:38                                            |
| 8    | Guy Fréquelin      | Christian Delferrier | Alfa Romeo 2000GTV       | 7:33:30               | 1:07:31 08:30                                            |
| 9    | Noël Labaune       | Jean Maurin          | Porsche 911              | 7:46:25               | 1:20:26 12:55                                            |
| 10   | Christian Dorche   | Pierre Gertosio      | BMW 2002 TII             | 7:49:25               | 1:23:26 03:00                                            |

Insgesamt wurden 43 von 96 gemeldeten Fahrzeuge klassiert.

### Herstellerwertung
| Pos. | Team    | Punkte |
| ---- | ------- | ------ |
| 1    | Lancia  | 20     |
| 2    | Fiat    | 15     |
| 3    | Renault | 8      |
| 4    | Alpine  | 6      |
| 5    | Porsche | 4      |

Die Fahrer-Weltmeisterschaft wurde erst ab 1979 ausgeschrieben.